# Соколов, Владимир Корнилович
Влади́мир Корни́лович Соколо́в (18 июня 1884, Санкт-Петербург — 2 октября 1918, под Армавиром) — последний командир лейб-гвардии Измайловского полка (сентябрь — декабрь 1917), кавалер ордена Святого Георгия 4-й степени (1916).

## Биография
Из потомственных дворян Новгородской губернии, сын тайного советника Корнелия Андреевича Соколова — хирурга, доктора медицины, преподавателя ряда учебных заведений. Окончил Николаевский кадетский корпус и полный курс наук в Павловском военном училище по 1 разряду. 22 апреля 1905 года произведён в подпоручики в 8-й Финляндский стрелковый полк (со старшинством с 9.8.1904).
1 июня 1905 года прикомандирован к лейб-гвардии Измайловскому полку, где с 19 по 26 августа 1905 года временно командовал 14 ротой. 20 декабря 1905 года переведён в этот полк (со старшинством с 22.4.1905). 10 сентября 1908 года зачислен в младший класс Николаевской академии Генерального штаба; 6 декабря 1909 года произведён в поручики (со старшинством с 22.4.1909). 31 мая 1910 года был отчислен из академии «по невыдержании экзамена». Повторное поступление в академию на старший курс в апреле 1911 г. не состоялось (не выдержал экзамена). С 16 июля 1911 года по 3 сентября 1911 года временно командовал 4-й ротой, с 29 августа того же года — командой разведчиков. С 11 июня по 10 октября 1912 года временно исполнял должность начальника команды службы связи. В августе 1912 года участвовал в торжественных мероприятиях на Бородинском поле.
14 апреля 1913 года произведён в штабс-капитаны (со старшинством с 22.4.1913). С 15 по 25 июня 1913 года участвовал в полевой поездке строевых офицеров 1-й Гвардейской пехотной дивизии. С 18 по 27 июля 1914 года был командирован на временный центральный сборный пункт № 4 помощником «заведывающего» пунктом.
3 августа 1914 года выступил с полком в поход против Австро-Германии. 12 августа был ранен; вернулся в полк 10 декабря 1914 года и был назначен командующим 2-й ротой (15.12.1914 — 14.01.1915). С 11 января 1915 года исполнял должность начальника команды пеших разведчиков, с 14 января 1915 года одновременно командовал 10-й ротой. С 6 апреля 1915 года командовал 3-й и 10-й ротами, с 29 апреля — 11-й и 3-й ротами. С 26 мая 1915 года командующий 3-й ротой.
30 августа 1915 года был ранен, находился на лечении до 12 декабря 1915 года, после чего продолжил командовать 3-й ротой.
15 февраля 1916 года командирован в запасной батальон Лейб-гвардии Измайловского полка с назначением начальником учебной команды, 18 февраля принял батальонную учебную команду. 7 июля 1916 года произведён в капитаны (со старшинством с 19.10.1915).
17 июля 1916 года вернулся в Измайловский полк, с 21 — командующий 3-й роты. В ноябре 1916 года награждён орденом Святого Георгия 4-й степени

…за то, что будучи в чине капитана в бою 7 сент. 1916 г. у м. Свинюхи личным примером и беззаветной храбростью увлек людей под сильным пулеметным и артиллерийским огнём, атаковал противника и, несмотря на большие потери, овладел двумя линиями сильно укрепленных неприятельских позиций, захватив траншейное орудие, 4 офицеров и 82 солдата.— из послужного списка
28 декабря 1916 года произведён в полковники (со старшинством с 26.9.1916). С 19 января 1917 года — временно командующий 4-м батальоном; одновременно с 20 февраля 1917 года — помощник генерал-майора Круглевского по организации занятий с нижними чинами по подготовке прорыва неприятельской позиции. С 25 марта 1917 года — командир 2-го батальона; с 8 апреля 1917 год одновременно находился в распоряжении генерал-майора графа Игнатьева. Дважды избирался запасным членом суда чести офицеров полка (с 8 мая 1915 и с 12 марта 1917 года).
С 8 мая 1917 года в качестве депутата от 1-й Гвардейской пехотной дивизии участвовал в работе Всероссийского офицерского съезда в Петрограде. С 31 мая 1917 года — командир 63-го пехотного Углицкого полка. 25.09.1917 — 18.12.1917 — последний командир Лейб-гвардии Измайловского полка.
Затем воевал в Добровольческой армии: в 4-м батальоне 1-го Офицерского генерала Маркова полка, с 28 сентября 1918 года — в Сводно-гвардейском полку, с 29 сентября 1918 года — помощник командира того же полка.
Взят в плен красными и казнён ими без суда 2 октября 1918 года под Армавиром.

## Награды
- медаль «В память 100-летия Отечественной войны 1812» (26.8.1912)
- медаль «В память 300-летия царствования дома Романовых» (21.2.1913)
- орден Святого Станислава 3-й степени (6.12.1913)
- орден Святой Анны 3 степени с мечами и бантом (октябрь 1914) — за отличия в делах против неприятеля
- орден Святого Владимира 4-й степени с мечами и бантом (1915) — за отличия в делах против неприятеля
- орден Святой Анны 2-й степени с мечами (1915) — за отличия в делах против неприятеля
- орден Святой Анны 4-й степени с надписью «За храбрость» (март 1915) — за отличия в делах против неприятеля
- орден Святого Станислава 2-й степени с мечами (май 1915) — за отличия в делах против неприятеля
- медаль «За труды по отличному выполнению всеобщей мобилизации 1914» (12.2.1915)
- орден Святого Георгия 4-й степени (30.11.1916)
- мечи и бант к ордену Святого Станислава 3-й степени (20.7.1917)